# Гнёздовское сельское поселение
Гнёздовское сельское поселение — ныне упразднённое муниципальное образование в составе Смоленского района Смоленской области России. Административный центр — деревня Новые Батеки.
Образовано 2 декабря 2004 года. Главой поселения и Главой администрации являлась Соловьёва Елена Сергеевна.
10 июня 2024 года, на основании Закона Смоленской области от 10.06.2024 № 133-з «О преобразовании муниципальных образований, входящих в состав муниципального образования „Смоленский район“ Смоленской области, путем объединения всех поселений во вновь образованное муниципальное образование с наделением его статусом муниципального округа, об установлении численности и срока полномочий депутатов представительного органа первого созыва вновь образованного муниципального округа, а также порядка избрания, полномочий и срока полномочий первого главы вновь образованного муниципального округа», сельское поселение было упразднено путём объединения с муниципальным образованием «Смоленский район» Смоленской области и рядом других сельских поселений, входящих в состав Смоленского района, во вновь образованный «Смоленский муниципальный округ» с административным центром в городе Смоленске.

## Географические данные
- Общая площадь: 102,58 км²
- Расположение: центральная часть Смоленского района
- Граничило:
  - на севере — с Волоковским сельским поселением
  - на северо-востоке — с Дивасовским сельским поселением
  - на востоке — с городом Смоленск
  - на юго-востоке — с Михновским сельским поселением
  - на юго-западе — с Катынским сельским поселением
  - на западе — со Сметанинским сельским поселением
- По территории поселения проходят автомобильные дороги А141 Орёл — Витебск и М1 «Беларусь».
- По территории поселения проходят железные дороги Смоленск — Минск (имеются станции: о.п. 430-й км, Ракитня), Смоленское железнодорожное полукольцо, Смоленск — Витебск (имеются станции: о.п. 406-й км, Куприно, Дачная-1, Дачная-2, Гнёздово).
- Реки: Днепр, Ольша, Ольшанка (Свинец). Озеро: Купринское.

## Население
| 2011  | 2012  | 2013  | 2014  | 2015  | 2016  | 2017  |
| ----- | ----- | ----- | ----- | ----- | ----- | ----- |
| 3503  | ↗3617 | ↗3781 | ↗4002 | ↗4020 | ↗4066 | ↗4105 |
| 2018  | 2019  | 2020  | 2021  |       |       |       |
| ↗4202 | ↗4211 | ↗4266 | ↘4098 |       |       |       |

## Населённые пункты
В сельское поселение входило 16 населённых пунктов:
| №  | Населённый пункт | Тип     | Население (чел.) |
| -- | ---------------- | ------- | ---------------- |
| 1  | Глущенки         | деревня | 232              |
| 2  | Гнёздово         | деревня | 436              |
| 3  | Дачная-1         | деревня | 292              |
| 4  | Дачная-2         | деревня | 51               |
| 5  | Ермаки           | деревня | 52               |
| 6  | Ладыжицы         | деревня | 16               |
| 7  | Нивищи           | деревня | 84               |
| 8  | Новое Куприно    | деревня | 107              |
| 9  | Новосельцы       | деревня | 48               |
| 10 | Новые Батеки     | деревня | 1011             |
| 11 | Ракитня-1        | деревня | 41               |
| 12 | Ракитня-2        | деревня | 428              |
| 13 | Ромы             | деревня | 9                |
| 14 | Сипачи           | деревня | 126              |
| 15 | Старое Куприно   | деревня | 3                |
| 16 | Старые Батеки    | деревня | 577              |